# Асікаґа Йосіміцу
Асікаґа Йосіміцу (яп. 足利義満, 25 вересня 1358 — 31 травня 1408) — 3-й сьоґун сьоґунату Муроматі. Правив з 1368 по 1394 рік. Був сином Асікаґи Йосіакіри, 2-го сьоґуна сьоґунату Муроматі.

## Політичний діяч
Йосіміцу прийняв титул сьоґуна наприкінці 1367 року, що був затверджений за ним офіційно наступного року. 1378 року він звів постійну сьоґунську резиденцію у районі Муроматі в Кіото, від якої другий самурайський уряд отримав назву сьоґунат Муроматі.
У 1379 році Йосіміцу приборкав внутрішньородову опозицію і почав реалізовувати план зі зміцнення центральної влади. 1383 року він був визнаний імператором «головою усіх самураїв роду Мінамото», а до 1391 року зміг підкорити своїй волі роди Токі та Ямана. Наступного, 1392 року, Йосіміцу вдалося перенести святі реліквії монаршого дому до Кіото і об’єднати північну і південну династії. Це укріпило владу сьоґунату в країні, який відтепер виступав оборонцем єдиного імператорського двору. 
У 1394 році Йосіміцу передав титул сьоґуна своєму сину Асіказі Йосімоті, а сам прийняв постриг у ченці. Хоча він офіційно відійшов від урядування, усі важелі влади залишалися у екс-сьоґуна. 1396 року він приборкав рід Імаґава на сході, а у 1399 році — рід Оуті на заході країни.
У 1404 році Йосіміцу відновив торгівлю з Китаєм, визнавши васалітет свого уряду від китайського імператора. За це від китайського монарха йому був дарований титул «короля Японії».

## Покровитель мистецтв
Йосіміцу був знаний як покровитель мистецтв. Він сприяв розвитку театру Но та поширенню буддизму. Йосіміцу вважається засновником пишної «культури Хіґасіяма». Зразком останньої є «Золотий храм» Кінкакудзі у Кіото, що був особистою резиденцією екс-сьоґуна.
У 1382 році Асікаґа Йосіміцу заснував Шококу-дзі.
Йосіміцу помер у 1408, залишивши нащадкам могутній і централізований сьоґунат.